# Roudnička (rybník)
Roudnička je rybník nacházející se na území stejnojmenné místní části na jižním okraji Hradce Králové. Jedná se o poslední rybník z kaskády rybníků Biřička–Cikán–Datlík–Roudnička, která leží na toku potoka Biřička. Celková katastrální plocha rybníka je 5,63 ha, avšak na jeho východní straně se nacházejí rozsáhlé rákosiny, a tak je využitelná plocha jen 2,73 ha – plocha litorálu je tedy 2,9 ha. Průměrná hloubka je 0,84 m.
Po hrázi na západní straně rybníka vede silnice, která spojuje Roudničku se zbytkem Hradce Králové. Nedaleko také leží golfové hřiště Park Golf Club Hradec Králové.
Území mezi Roudničkou a Datlíkem tvoří přírodní památku (PP) Roudnička a Datlík.

## Historie
Rybník byl stejně jako Datlík založen roku 1469, kdy byl vybudován na pozemcích z pozůstalosti bývalého opatovického kláštera, které městu daroval Jiří z Poděbrad. V roce 1824 byl v souvislosti s úpadkem rybníkářství zrušen, aby byl s opětovným vzrůstem ceny ryb v roce 1897 obnoven. Na podzimu roku 2005 došlo z důvodů vysoké míry zazemnění a eutrofizace rybníka k jeho odbahnění. V listopadu již byl rybník opět napuštěn. 

## Současnost
V současnosti je rybník Roudnička stejně jako mnohé ostatní vodní plochy ležící v okolí Hradce Králové spravován podnikem Městské lesy Hradec Králové a. s. Probíhá na něm polointenzivní chov tržních ryb zaměřený na kapra. Chov býložravých ryb a polodivokých kachen zde není přípustný. Litorální pásmo rybníka je významné pro rozmnožování obojživelníků.

## Galerie

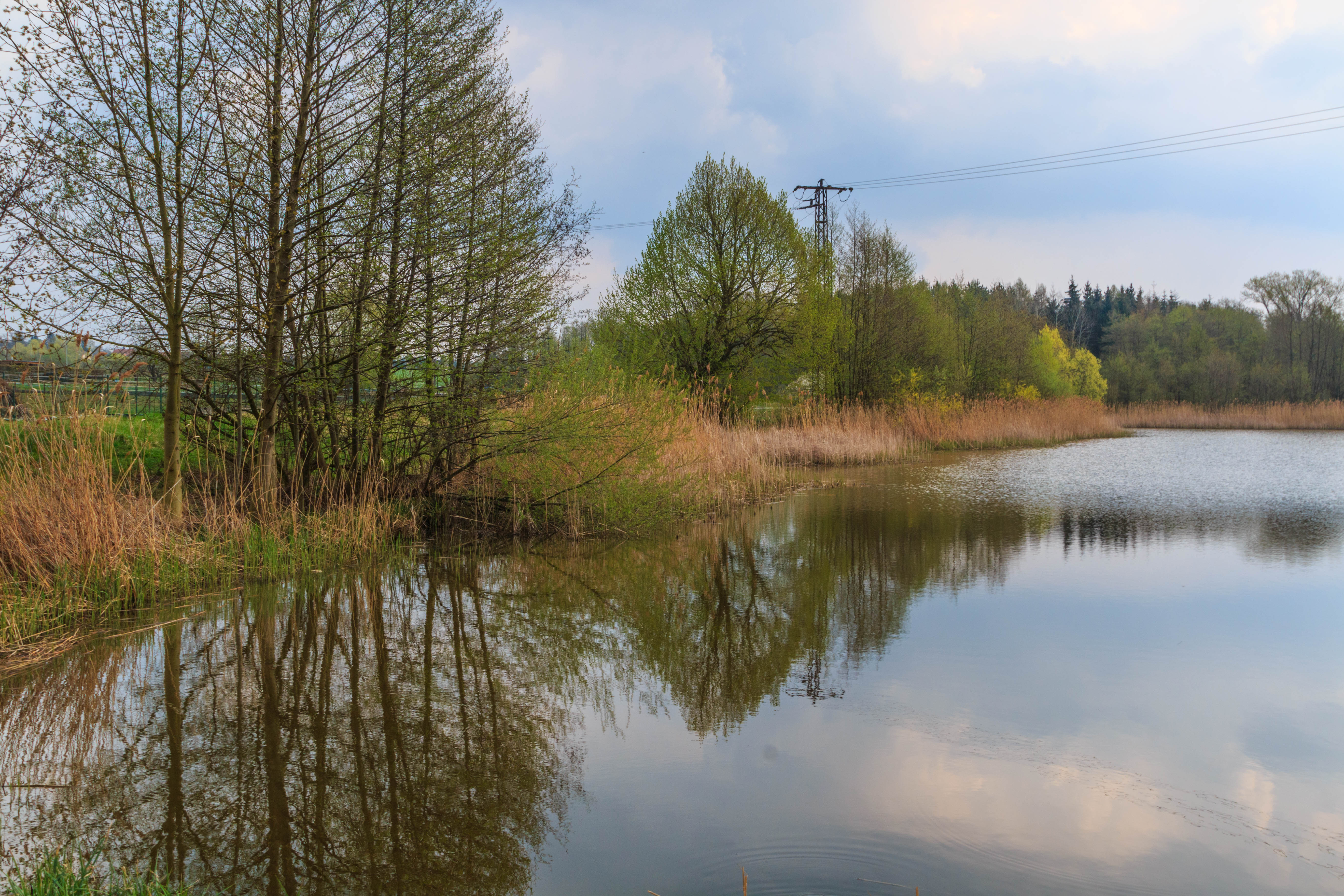
Pohled na rybník Roudnička
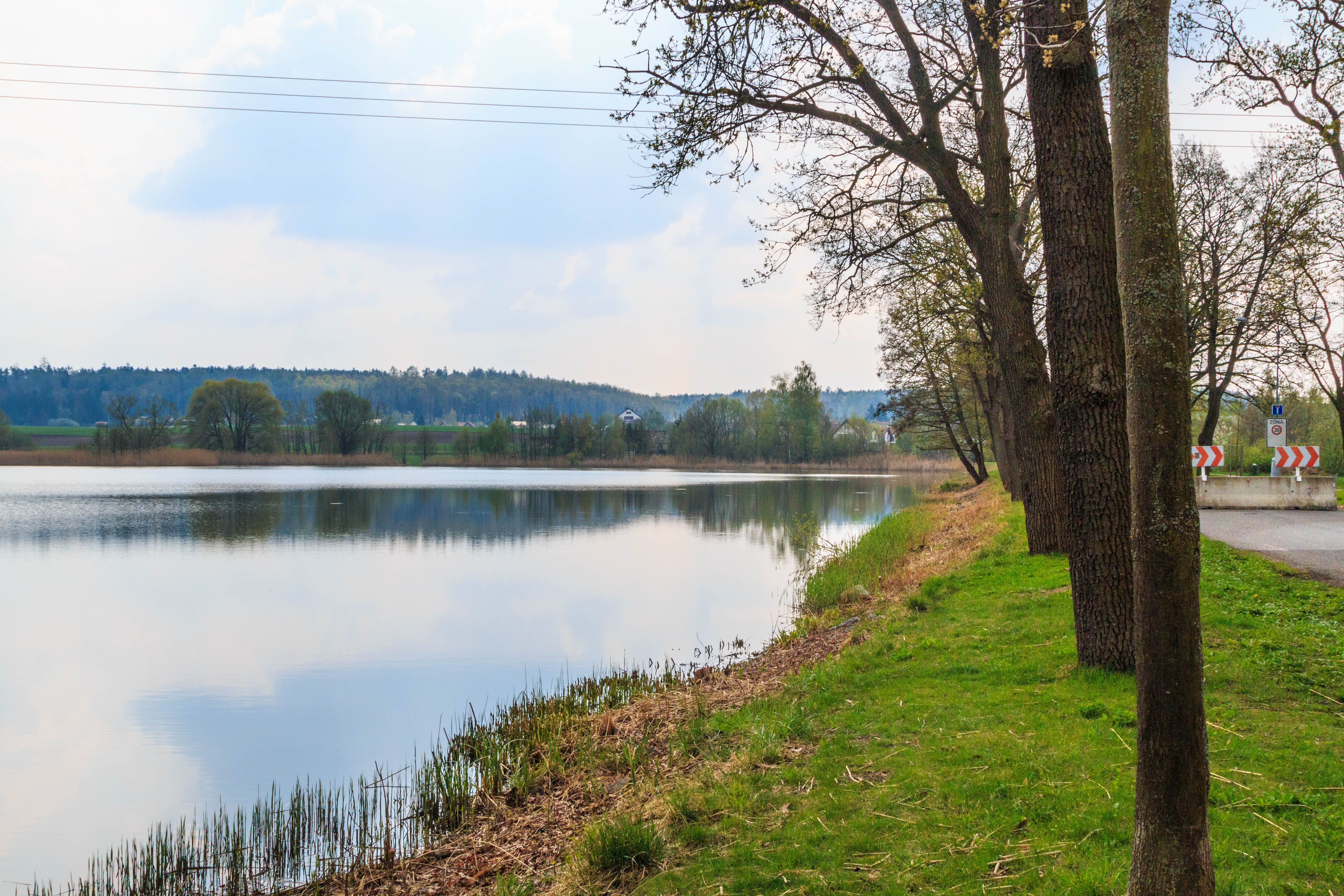
Pohled na rybník Roudnička
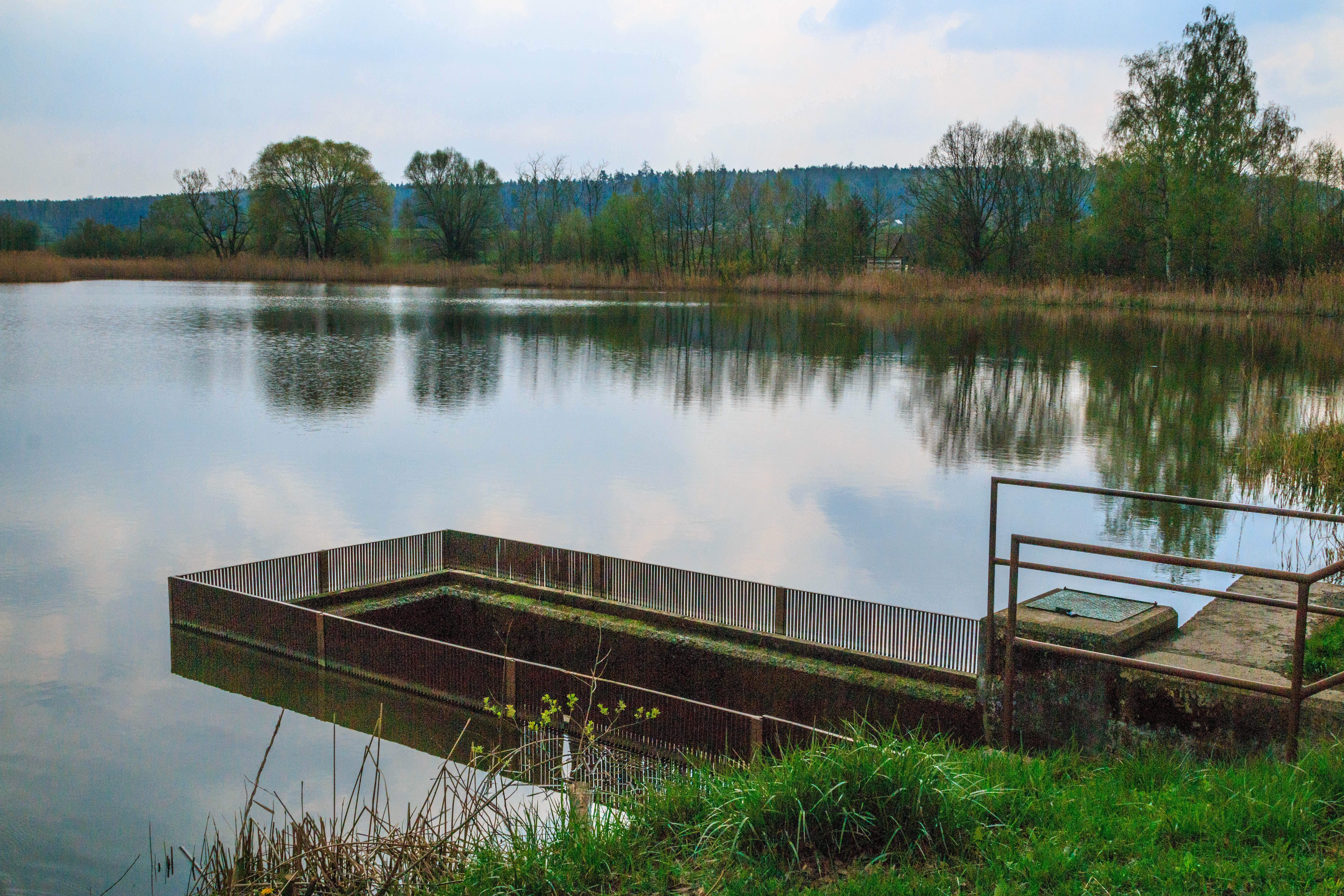
Pohled na rybník Roudnička
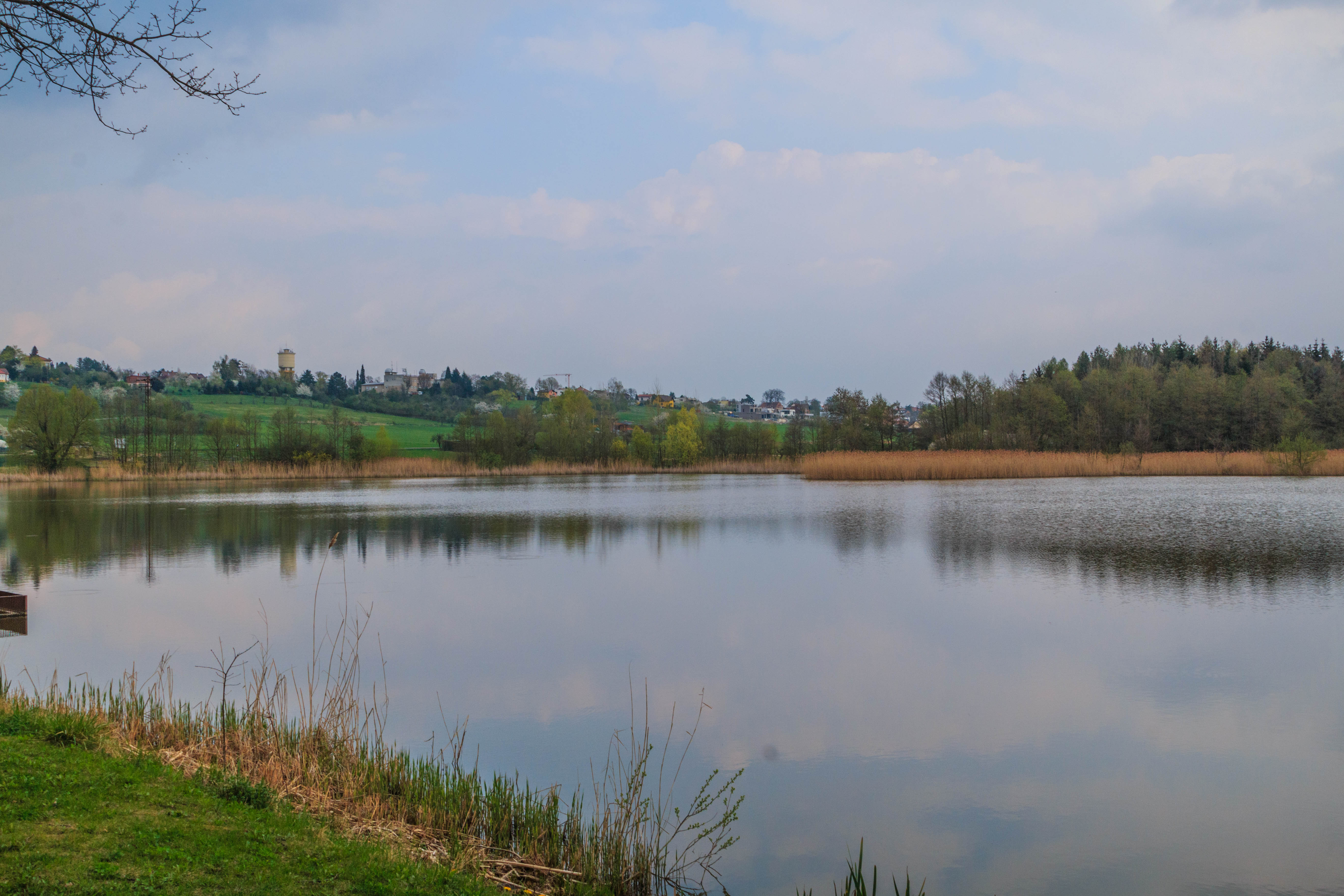
Pohled na rybník Roudnička